# Czereśnie

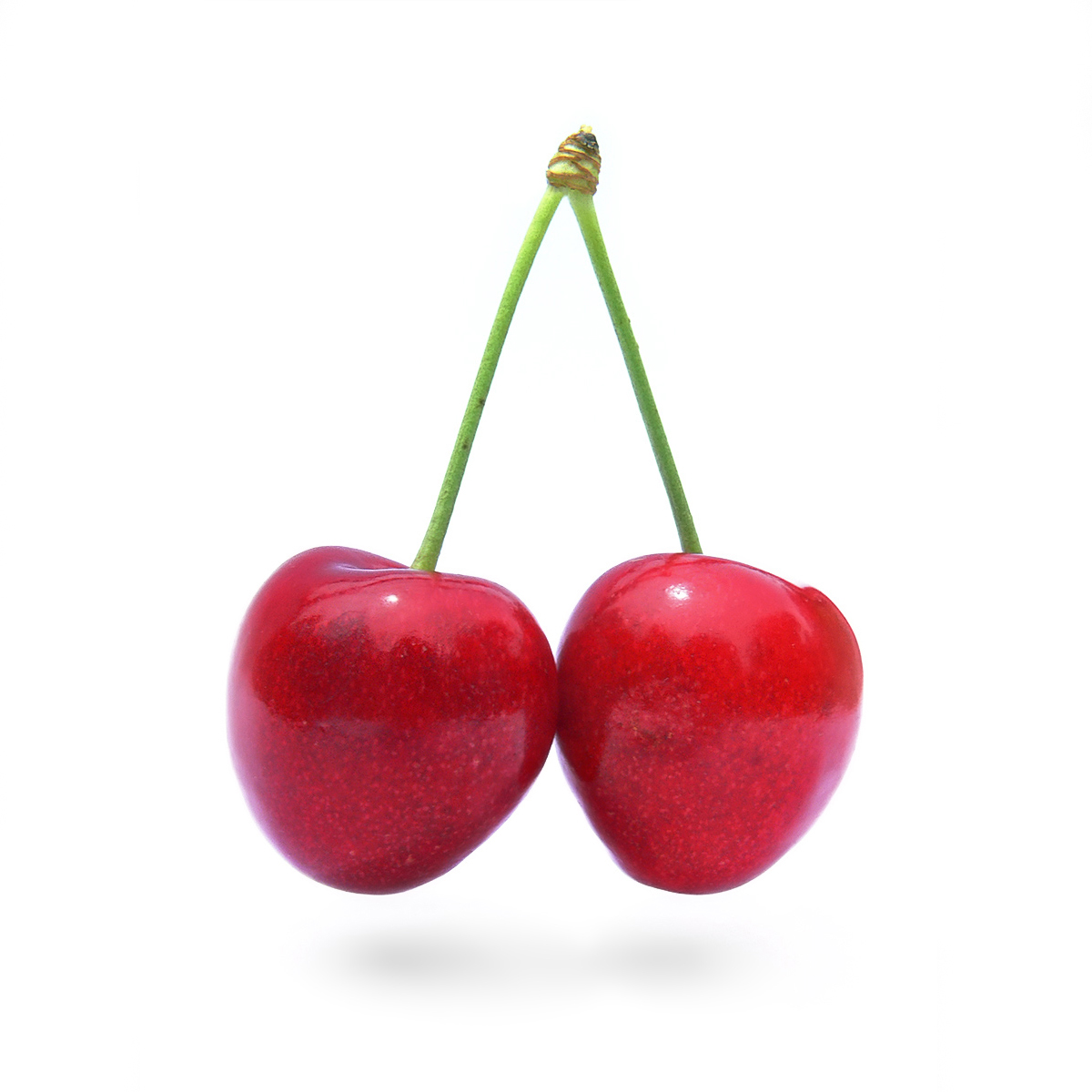
Czereśnie

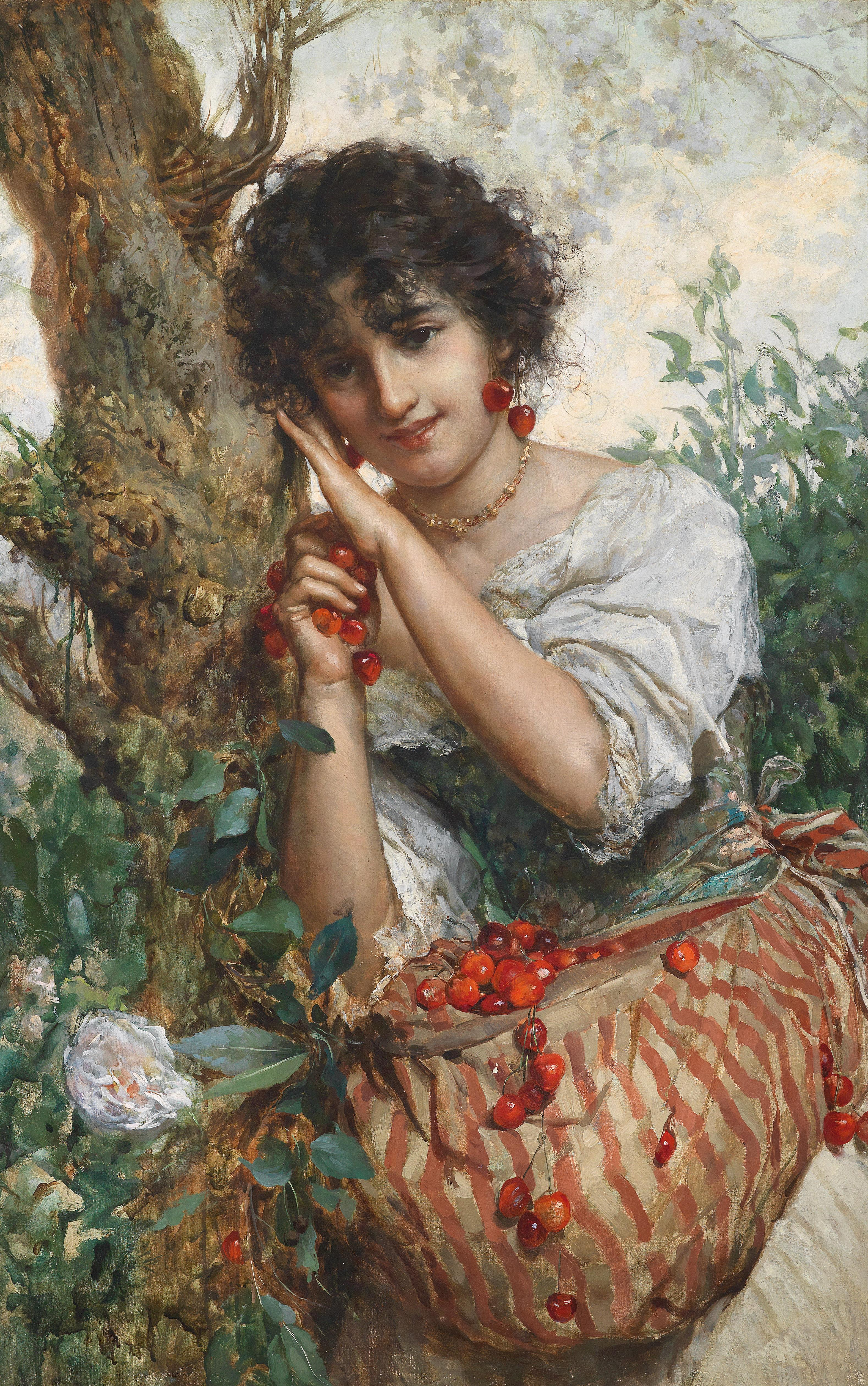
Czas zbioru czereśni – obraz pędzla Salvatore Postiglione

Czereśnie – jadalne owoce wiśni ptasiej, zwanej także czereśnią, trześnią, u odmian uprawnych nierzadko też pochodzenia mieszańcowego w wyniku krzyżowania z wiśnią pospolitą i w takim przypadku zwane też czerechami.

## Właściwości czereśni
Owoce kuliste typu pestkowca. U roślin dziko rosnących niewielkich rozmiarów i o niewielkich walorach smakowych. U odmian uprawnych bardzo zróżnicowane w smaku, wielkości, barwie i konsystencji. W sumie znanych jest ponad tysiąc odmian czereśni. Wyróżnia się dwie zasadnicze grupy odmian dający owoce zwane „sercówkami” (var. juliana) i „chrząstkami” (var. duracina). Te pierwsze mają miąższ miękki, soczysty, a drugie bardziej zwarty, jędrny i są odporniejsze na transport. Owoce mogą mieć barwę żółtą, czerwoną, do bardzo ciemnoczerwonej, niemal czarnej. Popularne odmiany mają owoce średnie, duże i bardzo duże o masie od ok. 4 do 11 g. Zbierane są u odmian wczesnych na początku czerwca, a sezon na te owoce kończy się u odmian późnych w końcu lipca.
Czereśnie mają wartość kaloryczną wynoszącą 63 kcal oraz wartość energetyczną 265 kJ na 100 g. Są bogate w węglowodany, składniki mineralne i witaminę C. Zawierają  bowiem 13,3 g węglowodanów przyswajalnych (glukoza 6,1 g; fruktoza 5,4 g; sacharoza 0,5 g) na 100 g produktu, a także 1,3 g błonnika pokarmowego. Czereśnie są znacznym źródłem potasu (202 mg/100 g). Z witamin szczególnie dużo zawierają kwasu askorbinowego (15 mg/100 g) oraz β-karotenu (69 µg/100 g) i witaminy A (12 µg/100 g). Wspomnieć należy również o dużej zawartości kwasu asparaginowego (612 mg/100 g), największej spośród owoców uprawianych w Polsce.

## Przechowywanie i zastosowania kulinarne
Czereśnie są nietrwałe i nie mogą być przechowywane dłużej niż kilka dni. Można wydłużyć czas przechowywania pod warunkiem utrzymywania owoców w stanie suchym, z szypułkami i ułożone płytką warstwą. Maksymalny czas przechowywania wynosi do 2 tygodni przy wilgotności właściwej powietrza wynoszącej 82–85% i w temperaturze od -0,5 do +2 °C. Mogą być mrożone, ale wymaga to uprzedniego drylowania owoców. Są też kandyzowane, a najczęściej przechowywane są jako przetwory.
Czereśnie mogą być spożywane w stanie świeżym i nadają się do przetworów. Ponieważ większość odmian jest słodka, bez kwaskowatości, do przetworów z czereśni (dżemów, galaretek) zaleca się dodawanie soku z porzeczek. Czereśnie mogą być po wydrylowaniu marynowane w occie i w takiej postaci stosowane jako dodatek do pasztetów i mięs. Świeże owoce dodawane są w sezonie ich zbioru do deserów owocowych i ciast, np. do tart. Sporządza się z nich likiery i syropy. Kandyzowane stosowane są jako dekoracja deserów i ciast.